# Apc
Apc (vyslovováno jako abc ve slově vrabci) je velká vesnice v Maďarsku v župě Heves, spadající pod okres Hatvan. Nachází se asi 3 km severovýchodně od Lőrinci. V roce 2015 zde žilo 2 453 obyvatel, z nichž jsou (dle údajů z roku 2011) 90,9 % Maďaři, 5,2 % Romové, 0,8 % Němci, 0,2 % Rumuni a 0,2 % Slováci.
V blízkosti prochází řeka Zagyva. Sousedními vesnicemi jsou Jobbágyi, Petőfibánya, Rózsaszentmárton, Szarvasgede a Zagyvaszántó. Kolem vesnice prochází dvouprofilová silnice 21, která bude po dokončení označována jako dálnice M21.